# 龙井站
龙井站（中国朝鲜语：／），位于中华人民共和国吉林省延边朝鲜族自治州龙井市，是朝开铁路、和龙铁路上的火车站，建于1924年，2013年10月29日第三代站房正式启用，由沈阳铁路局管辖。

## 車站周邊
- 龙井市司法局
- 吉林省龙井市供销合作社联合社
- 龙井市交通运输管理所
- 龙井客运总站
- 中国邮政储蓄银行站前营业所

## 歷史
- 建于1935年。
- 2013年10月29日第三代站房启用。[3]

## 业务办理
不办理旅客乘降，行李，包裹托运业务。货运业务办理整车，零担，集装箱货物到发，以及办理整车货物承运前保管业务。

## 外部連結
- 中国铁路客户服务中心 （页面存档备份，存于）